# Łukasz Jarosz (poeta)
Łukasz Jarosz (ur. 1978) – polski poeta i muzyk. Laureat Nagrody Poetyckiej im. Wisławy Szymborskiej. Był dwukrotnie nominowany do Nagrody Literackiej „Nike”.
Laureat wielu ogólnopolskich konkursów poetyckich, m.in. im. Krzysztofa Kamila Baczyńskiego, im. Michała Kajki, im. Rafała Wojaczka, im. Rainera Marii Rilkego. Jego debiutancki tom wierszy pt. Soma (2006) został uhonorowany I nagrodą w Konkursie Młodych Twórców im. Witolda Gombrowicza oraz I nagrodą w III Ogólnopolskim Konkursie Literackim „Złoty Środek Poezji” 2007 za najlepszy poetycki debiut książkowy roku. Za wydany w 2012 roku tom Pełna krew autor otrzymał Nagrodę Poetycką im. Wisławy Szymborskiej 2013 (ex aequo z Krystyną Dąbrowską) oraz znalazł się w finale Nagrody Poetyckiej Orfeusz 2013. W 2015 został nominowany do Nagrody Literackiej „Nike” za tom Świat fizyczny. W 2016 nominowany do Nagrody Literackiej „Nike” oraz do Orfeusza – Nagrody Poetyckiej im. K.I. Gałczyńskiego za tom Kardonia i Faber. W 2024 nominowany do Nagrody Poetyckiej im. Kazimierza Hoffmana „Kos”. Jego wiersze były tłumaczone na język chorwacki, rosyjski, włoski, angielski i niemiecki. Publikował m.in. w „Tygodniku Powszechnym”, „Gazecie Wyborczej”, „Zeszytach Poetyckich” i „Twórczości”. Jarosz jest perkusistą, wokalistą i autorem tekstów zespołów Lesers Bend, Chaotic Splutter, Katil Ferman, Mgłowce, Zziajani Porywacze Makowców i Baza Ludzi Żywych. Mieszka w Żuradzie, pod Olkuszem, gdzie pracuje w Szkole Podstawowej nr 1 jako nauczyciel języka polskiego.

## Poezja
- Soma (Biuro Literackie, Wrocław 2006)

- Biały tydzień (Biuro Literackie, Wrocław 2007)
- Mimikra (Biuro Literackie, Wrocław 2010)
- Spoza. Wiersze z lat 1999–2010 (Galeria Literacka przy GSW BWA i Starostwo Powiatowe w Olkuszu, Olkusz 2011)
- Wolny ogień (Wojewódzka Biblioteka Publiczna i Centrum Animacji Kultury w Poznaniu, Poznań 2011)
- Pełna krew (Znak, Kraków 2012)
- Spoza. Wiersze z lat 1999–2012, wydanie II rozszerzone (Grafpress na zlecenie Starostwa Powiatowego i Galerii Literackiej przy GSW BWA w Olkuszu 2013)
- Świat fizyczny (Znak, Kraków 2014)
- Kardonia i Faber (Biuro Literackie, Wrocław 2015)[12]
- Święto żywych (Biuro Literackie, Wrocław 2016)[13]
- Stopień pokrewieństwa (Biuro Literackie, Wrocław 2019)
- Dzień Liczby Pi (Fundacja Kultury Afront, Olkusz 2020)
- Pełnia Robaczego Księżyca (Wydawnictwo Literackie, Kraków 2022)
- Widoczna i niewidzialna (Instytut Mikołowski, Mikołów 2023)[14]

Antologie:
- Poeci na nowy wiek, red. Roman Honet (Biuro Literackie, Wrocław 2008)